# AC 428
L'AC 428 aussi connue sous le nom AC Frua est un modèle de voiture sportive Grand Tourisme coupé et roadster produite par le constructeur britannique AC Cars entre 1965 et 1973.

## Historique
Cette gamme de voitures produite en seulement 81 exemplaires est le fruit d'un projet du célèbre carrossier italien Pietro Frua qui est également l'auteur de la Maserati Mistral. On peut noter d'ailleurs certains similitudes entre les deux modèles. La Maserati Mistral était, avec l'Iso Rivolta Grifo sa principale concurrente sur le marché.
Le premier modèle fut la version découverte roadster, ou spider à l'italienne, présenté lors du Salon de l'automobile de Londres de 1965. La version coupé sera présentée l'année suivante à l'occasion du Salon de l'automobile de Genève en mars 1966.
La production débuta réellement fin 1966, début 1967 et se poursuivra jusqu'en 1973. Sur les 81 exemplaires fabriqués, on compte 49 coupés, 29 spiders et 3 prototypes.
L'AC 428 partage son châssis 427 Mark III avec l'AC Cobra. Le châssis était fabriqué en Angleterre, expédié en Italie pour y appliquer la carrosserie puis renvoyé en Angleterre dans les ateliers d'AC Cars pour le montage des organes mécaniques.

## Caractéristiques techniques
L'AC 428 était équipée d'un moteur Ford V8 de 6.997 cm3 développant 345 cv. Sa vitesse maximale était de 227 km/h et demandait 6,3 secondes pour atteindre les 100 km/h départ arrêté.
Après avoir arrêté la fabrication, le constructeur voulu construire 3 prototypes d'une version berline 4 portes. Le projet n'eut pas de suite à cause des difficultés financières de la société. 

## Culture populaire
La 428 est jouable dans le jeu vidéo Top Drives et est visible dans les épisodes 6.16 et 7.11 de Chapeau melon et bottes de cuir.

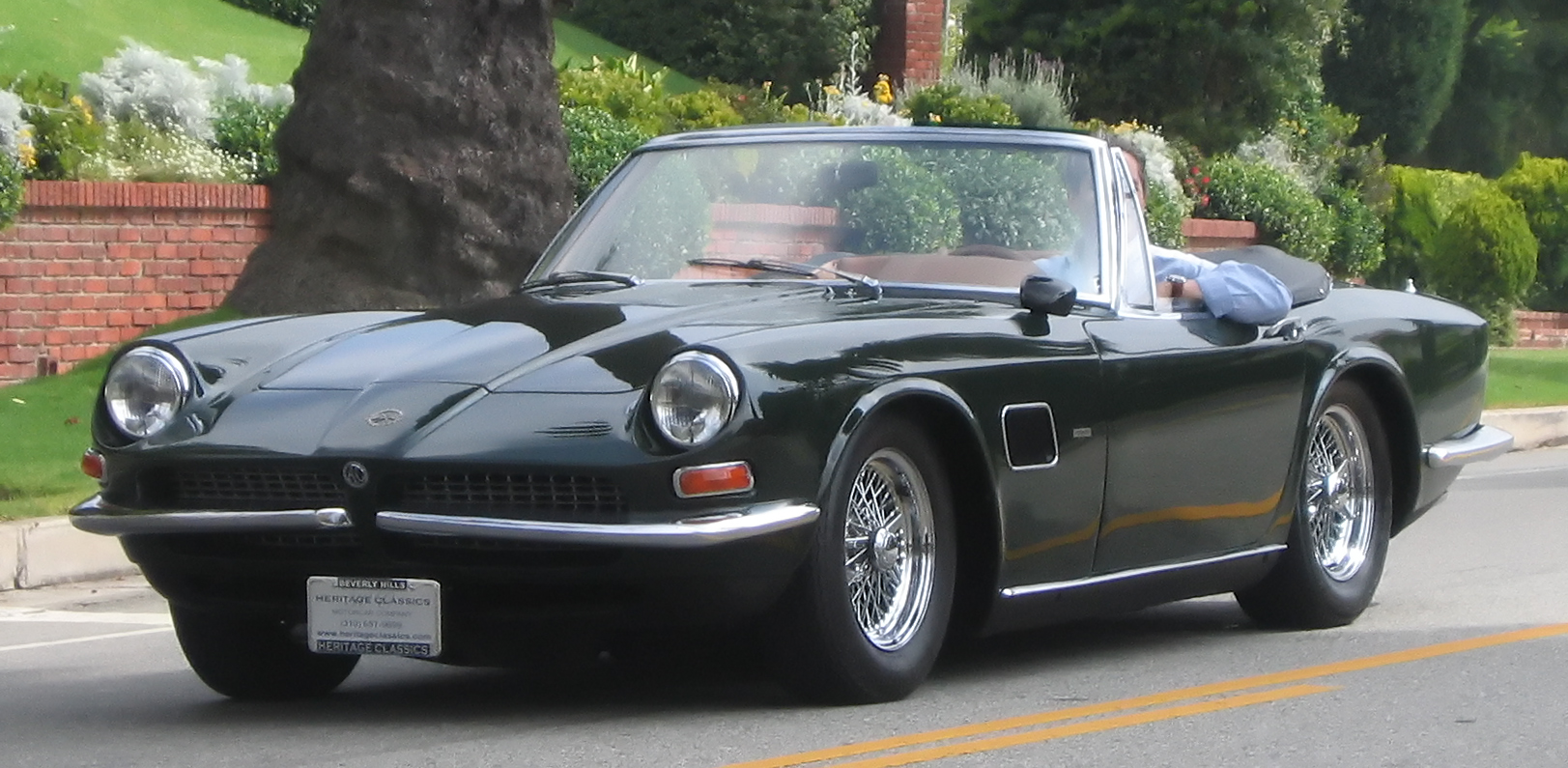
La version AC428 Spider.